# Albert Böttcher
Albertus Wilhelm Böttcher (* 27. August 1889 in Kiel; † 10. September 1965 in Bremen) war ein Bremer Politiker (SPD) und Mitglied der Bremischen Bürgerschaft.

## Biografie
Böttcher war als Kaufmann in Bremen tätig.
Er war Mitglied der SPD und der Freien Gewerkschaft.
Vom November 1946 bis 1947 war er Mitglied der ersten gewählten Bremischen Bürgerschaft und in Deputationen der Bürgerschaft tätig. Zuvor war er ab April 1946 Mitglied in der Ernannten Bremischen Bürgerschaft.
Böttcher war seit dem 26. September 1931 mit Johanne Wilhelmine Elisabeth geb. Kattendick (1891–1966) verheiratet. Die Eheschließung fand in Bremen statt. Albert Böttcher starb am 10. September 1965 um 06:20 Uhr im Zentralkrankenhaus Bremen-Nord im Alter von 76 Jahren. Er wohnte zuletzt im Fährer Flur 35 in Bremen.